# Tremellodiscus
Ruhlandiella — рід грибів родини Pezizaceae. Назва вперше опублікована 1903 року.

## Класифікація
Згідно з базою MycoBank до роду Ruhlandiella відносять 6 офіційно визнаних видів:
- Ruhlandiella berolinensis
- Ruhlandiella hesperia
- Ruhlandiella parvispora
- Ruhlandiella peregrina
- Ruhlandiella reticulata
- Ruhlandiella truncata